# Маргарета I (Фландрия)
Маргарета I Фландърска (на френски: Marguerite d’Alsace, Marguerite de Flandre, * ок. 1145, † 15 ноември 1194, дворец Мале при Брюге) от Дом Шатеноа, е чрез женитба от 1171 г. графиня на Хенегау и от 1191 г. по рождение графиня на Фландрия.

## Биография
Тя е дъщеря на Дитрих Елзаски, граф на Фландрия, и втората му съпруга Сибила Анжуйска (1112 – 1165), дъщеря на Фулк Йерусалимски.
Маргарета се омъжва първо през 1160 г. за Раул II († 17 юни 1167), граф на Вермандоа и Валоа (Дом Франция-Вермандоа). Той се разболява през 1163 г. от лепра и бракът е разтрогнат.
През април 1169 г. Маргарета се омъжва за граф Балдуин V от Хенегау (* 1150, † 17 декември 1195). Нейната зестра са 500 пфунда годишно.
През 1177 г. нейният брат Филип Елзаски († 1191) отива на кръстоносен поход в Светите земи и оставя на Маргарета и нейният съпруг управлението на Графство Фландрия. Нейният бездетен брат умира при обсадата на Акон (1 юни 1191) и Маргарета взема Графство Фландрия.
Тя се разболява, умира една година преди нейния съпруг и е погребана в Брюге.

## Деца
Маргарета има с Балдуин V седем деца:
- Изабела (* 1170, † 1190), ∞ Филип II, крал на Франция
- Балдуин (* 1171, † 1205), граф на Фландрия и Хенегау, латински император на Константинопол
- Филип I (* 1174, † 1212), маркграф на Намюр
- Йоланда (* 1175, † 1219), ∞ Пиер дьо Куртене, латински император на Константинопол
- Хайнрих (* 1176, † 1216), латински император на Константинопол
- Сибила (* 1179, † 1217), ∞ Гуихард IV († 1216), господар на Боже и Монпансие
- Евстах († 1219), регент на Кралство Солун

## Галерия
- Печат на Маргарита I
- Маргарета Фландърска